# أربوس
أربوس، (بالإنجليزية: Arbus, Sardinia)‏، هي بلدية، في مقاطعة جنوب سردينيا، في منطقة سردينيا الإيطالية. تقع أربوس في الساحل الجنوبي الغربي للجزيرة، وتشتهر بساحلها كوستا فيردي، والعديد من المواقع الأثرية، مثل مناجم Montevecchio، وتبلغ مساحتها 267 كيلومتر مربع (103 ميل مربع)، أربوس هي ثاني أكبر بلدية في سردينيا.

## السكان
في سنة 1861 بلغ عدد السكان 3٬765 نسمة، وتطور العدد ليصل في سنة 2011 لـ 6٬575 نسمة.
يظهر هذا المخطط البياني تطور النمو السكاني لـ أربوس